# Pilar Rubagotti
Pilar Rubagotti (Brescia, 4 agosto 2000) è una ginnasta italiana, membro della nazionale juniores italiana di ginnastica artistica.

## Carriera Junior
Il debutto internazionale della Rubagotti avviene in un incontro amichevole con Germania, Francia e Svizzera nel 2012. La squadra italiana vince la medaglia d'oro e la Rubagotti vince la medaglia d'argento nel concorso individuale.
L'anno successivo compete al Trofeo Città di Jesolo, vincendo la medaglia di bronzo con la squadra.
Nel marzo del 2014, gareggia alla International Gymnix Junior Cup, vincendo il bronzo con la squadra e piazzandosi quarta alla trave, settima al volteggio e al corpo libero, decima nel concorso individuale. Compete poi al Trofeo Città di Jesolo, vincendo il bronzo con la squadra e piazzandosi quarta al corpo libero e 17ª nel concorso individuale. Partecipa poi alla terza tappa di Serie A1 a Desio, vincendo l'argento con la squadra e registrando 13.450 alla trave e 12.900 al corpo libero.
Nel mese di aprile compete ad un incontro amichevole con Inghilterra, Germania, Svizzera e Spagna, vincendo il bronzo con la squadra e piazzandosi 15ª nel concorso individuale pari merito con l'inglese Catherine Lyons.
Nel mese di maggio compete ai suoi primi campionati europei, a Sofia 2014: si piazza quinta con la squadra e 15ª nel concorso individuale, qualificandosi come prima riserva al corpo libero. Più tardi nello stesso mese, compete ai Campionati Assoluti 2014 ad Ancona, vincendo il bronzo al corpo libero pari merito con Iosra Abdelaziz e piazzandosi 11ª nel concorso individuale.
Nel mese di Settembre viene scelta per rappresentare l'Italia ai I Campionati del Mediterraneo di ginnastica artistica juniores a Ragusa, insieme a Sofia Busato. Nella prima giornata di gara vince la medaglia d'argento nel concorso individuale, dietro alla compagna Busato; vince anche la medaglia di bronzo alla trave.
Nel mese di novembre partecipa con la nazionale italiana ad un incontro amichevole internazionale con Francia e Messico a Camaiore. La squadra italiana vince la medaglia d'oro.
A dicembre 2014 partecipa insieme alle compagne Martina Maggio e Caterina Vitale alla Copa Internacional Juvenil in Messico, tra Italia, Messico, Spagna, Colombia, Brasile e Germania: vince il bronzo nel concorso generale, l'oro al volteggio e l'oro a squadre.